# 2000年诺贝尔文学奖

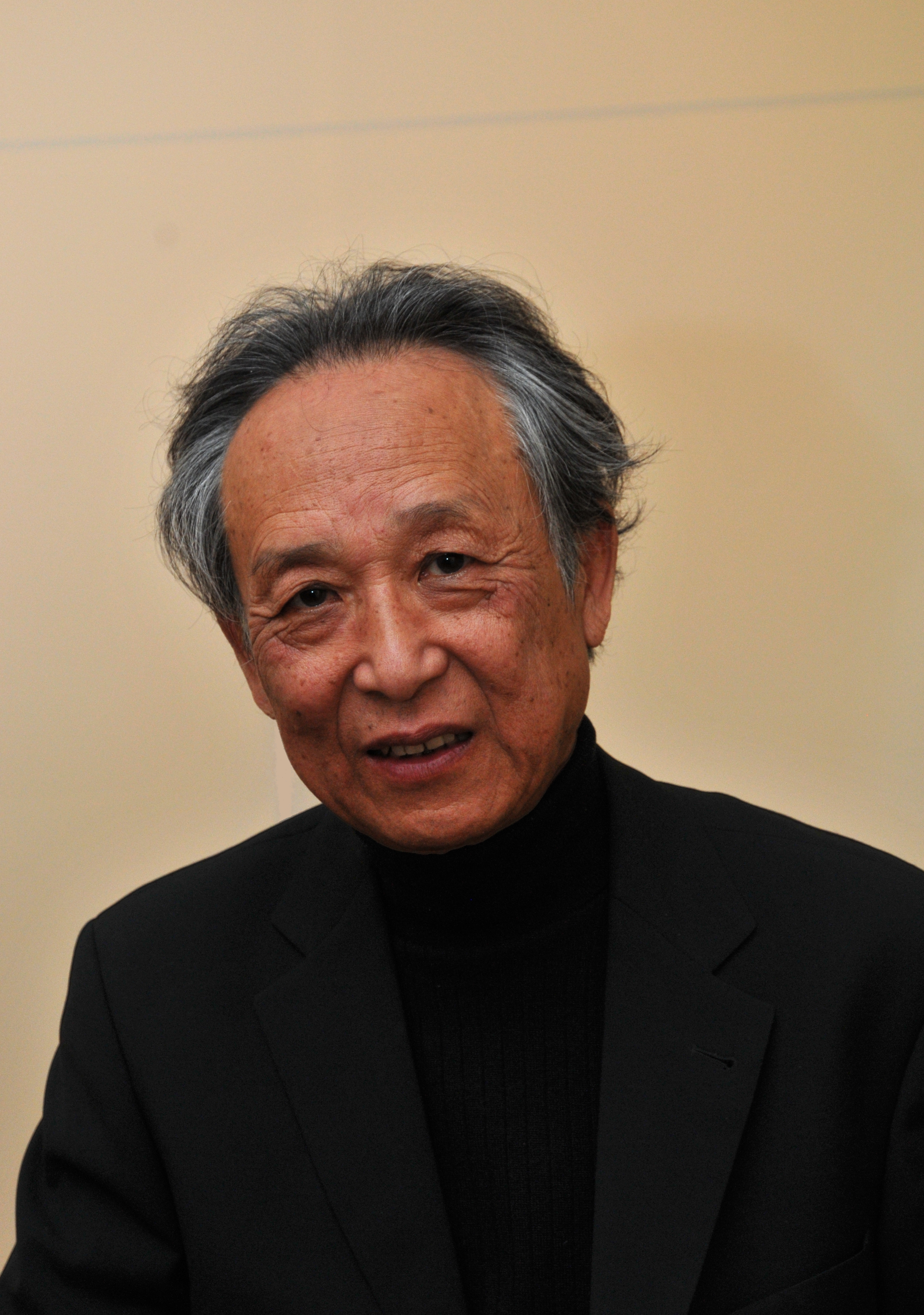
高行健

2000年10月7日，瑞典文学院诺贝尔奖评审委员会宣布年度诺贝尔文学奖的获得者是法籍华人作家高行健，“其作品的普遍价值，刻骨铭心的洞察力和语言的丰富机智，为中文小说和艺术戏剧开辟了新的道路。”。高行健是首位获得诺贝尔文学奖的华人。

## 背景
1992年，高行健获得法国政府颁发的“艺术与文学骑士勋章”。

## 评价

### 正面
中国大陆、香港和台湾的中文文学界的余杰、王朔、舒乙、董桥、刘震云、何志云、刘再复、方梓勋、王吉隆、莫言、龙应台、南方朔等在高行健获奖时大都表露出对其作品和写作态度的肯定，指出其作品融合了西方现代文学技巧和东方儒释道的精神内涵。
2000年10月时任国务院总理的朱镕基访日时，曾面对日本媒体关于法籍华裔作家高行健获得诺贝尔文学奖的提问。对于如何评价高行健获诺奖，朱镕基说“我很高兴用汉语写作的文学作品获诺贝尔文学奖，汉字有几千年的历史，汉语有无穷的魅力，相信今后还会有汉语或华语作品获奖。很遗憾这次获奖的是法国人不是中国人，但我还是要向获奖者和法国文化部表示祝贺”。

### 争议
高行健获奖后被很多作家和学者批判，其中有一些是亲共者，也有一些反共者。
成晓明、朱天文、张晓风、马森、夏志清等认为其小说作品数量少、不够优秀，“非常荒谬”、“太荒唐”。
中国外交部发言人朱邦造：
诺贝尔文学奖评委会最近的行动再次表明，诺贝尔文学奖已经被用于别有用心的政治目的，不值一评。
中国作家协会：
中国有许多举世瞩目的优秀文学作品和文学家，诺贝尔文学奖评委会对此并不了解，看来，此举不是从文学角度评选，而是有其政治标准。

中共官方报刊《人民日报》专文《将“诺贝尔文学奖”授予高行健严重傷害了中國人民的感情》：
瑞典文学院是一贯反动、一贯敌视红色政权、一贯敌视中国人民的彻头彻尾的反动组织。
美籍华人反共作家曹长青撰写数篇文章批判高行健。

## 媒体报道
中国大陆的各大网站新浪、搜狐、网易和腾讯等开始都有专文，但是随后遭到政府压力被迫删除，而香港、台湾、新加坡、马来西亚的华文媒体都以头条报道，文字报道难以计数。